# Herbert Goldstein
Herbert Goldstein (26 de junio de 1922 - 12 de enero de 2005) fue un físico estadounidense, autor del libro "Classical Mechanics", ampliamente considerado como uno de los mejores libros de la materia.
Fue fundador de la Asociación de científicos judíos ortodoxos, de la cual también fue presidente.
Antes de morir, ostentaba el cargo de Profesor Emérito de la Universidad de Columbia.
Fue enterrado en  el cementerio de Weißensee.